# Thanatus lanceolatus
Thanatus lanceolatus là một loài nhện trong họ Philodromidae.
Loài này thuộc chi Thanatus. Thanatus lanceolatus được Eugène Simon miêu tả năm 1875.